# シンガポールの戦い
シンガポールの戦い（シンガポールのたたかい、英: Battle of Singapore）は、第二次世界大戦/大東亜戦争（太平洋戦争）初期の1942年2月8日から2月15日にかけて、イギリスの海峡植民地のシンガポールで大日本帝国陸軍と連合国軍の間で行われた戦闘である。
2倍を超える兵力差を覆して、当時難攻不落と謳われたシンガポール要塞を日本軍が10日足らずで攻略した結果、イギリスが率いる軍としては歴史上最大規模の将兵が降参した。当時のイギリス首相であったウィンストン・チャーチルは自書で「英国軍の歴史上最悪の惨事であり、最大の降伏」と評している。

## 背景
1941年12月8日未明に、大日本帝国陸軍第25軍がマレー作戦によってマレー半島に上陸した時、駐留するイギリス領インド帝国軍第3軍団（オーストラリア軍第27旅団および幾つかのイギリス軍大隊を含む）がこれに立ち向かった。北部マレー半島で日本軍は数的にはわずかに優勢であるにすぎなかったが、制空権、戦車戦、歩兵戦術、戦闘経験において優越していた。
日本軍に陸空での優勢をとられたため、連合国軍は切り札として期待していたイギリスの最新鋭戦艦「プリンス・オブ・ウェールズ」と巡洋戦艦「レパルス」を出撃させたが、大日本帝国海軍の陸攻隊に撃沈されてしまった（マレー沖海戦）。
1942年1月に入り、早くもマレー半島のクアラルンプールを占領した日本軍は、難攻不落の要塞と考えられていたシンガポール島に向けてマレー半島を着実に進撃した。シンガポールは第二次世界大戦における連合軍初の合同司令部である、アメリカ、イギリス、オランダ、オーストラリア連合司令部（ABDA司令部, ABDACOM）の結節点であった。

## 作戦準備

### イギリス陸軍

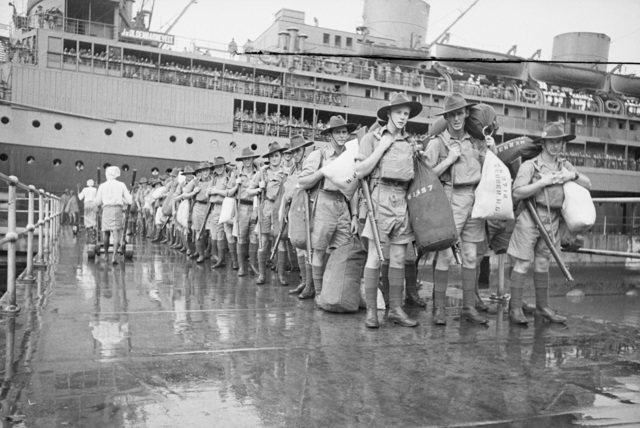
シンガポールに到着したオーストラリア軍（1941年8月）。

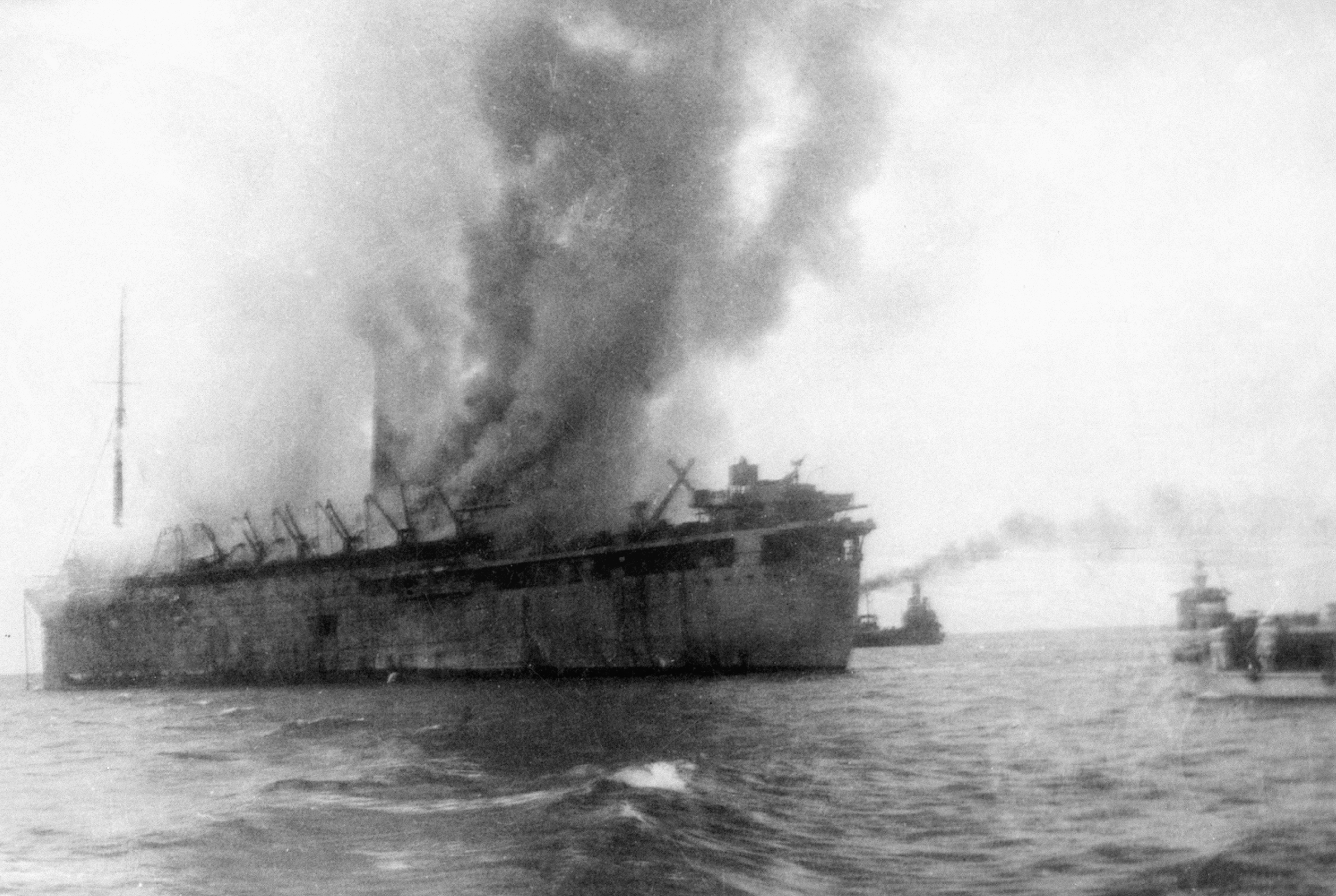
日本軍機の攻撃を受けて撃沈された「エンプレス・オブ・エイジア」

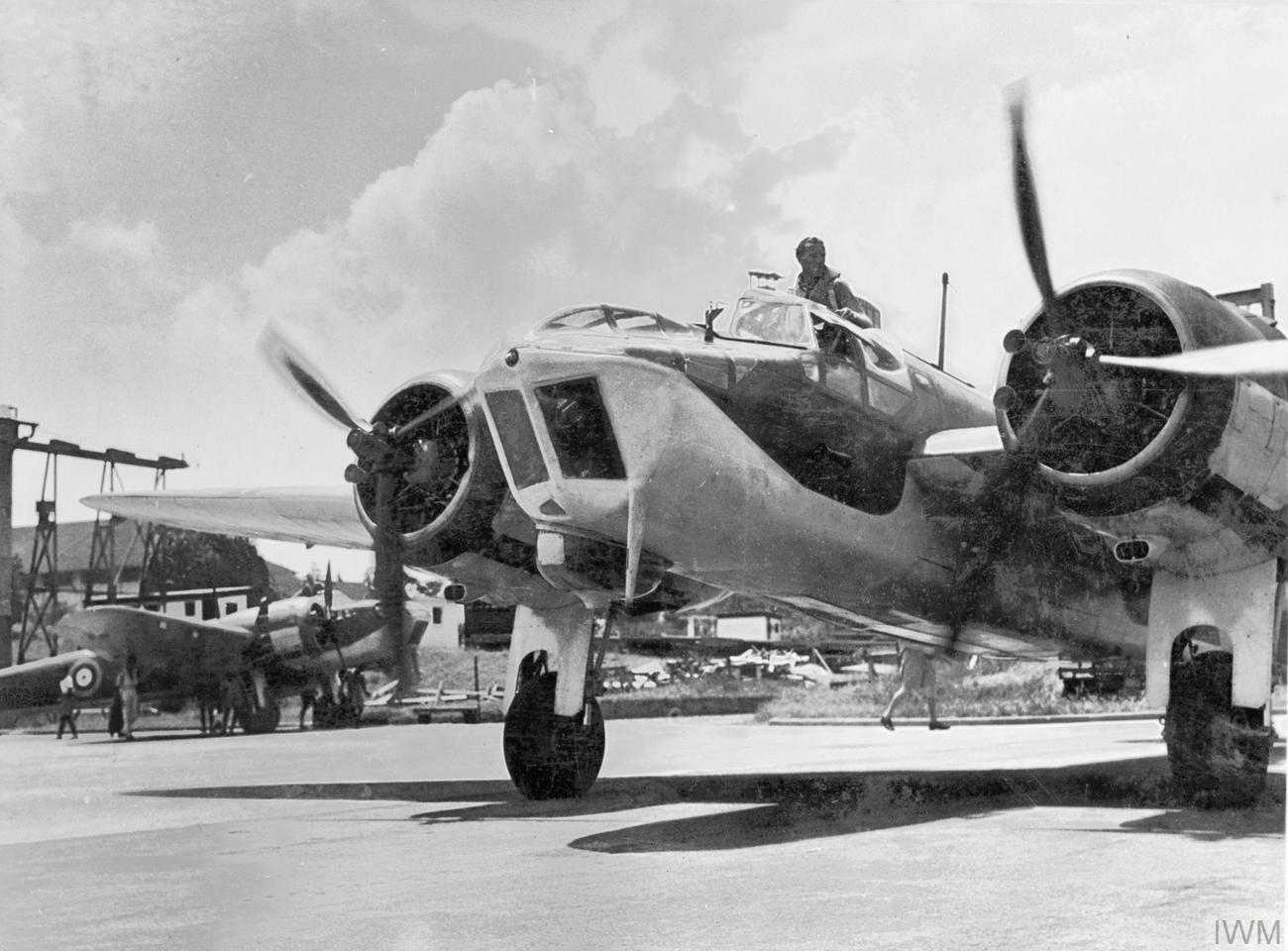
イギリス空軍のブリストル・ブレニム。

マレー半島を驚異的な速度で南下しつつある日本軍を迎え撃つ、連合軍司令官のアーサー・パーシヴァル中将の指揮下には、（書類上では）4個師団強に相当する8万5千の兵力があった。うち約7万人の戦闘部隊は38個歩兵大隊（英印軍17個大隊、イギリス本国軍13個大隊、オーストラリア軍6個大隊、マレー/シンガポール人の2個大隊）と3個機関銃大隊を基幹としていた。このうち2個師団は1月以降に護送船団で到着したばかりであった。
新着のイギリス軍第18師団（師団長M. ベックワース＝スミス少将）は、完全編成部隊ではあったが、戦闘経験と適切な訓練を欠いていた。その他の部隊のほとんどはマレー半島で日本軍の攻撃から受けた損害から回復する時間はなく、定数を割り込んだ状態であった。現地人大隊はやはり戦闘経験が無く、いくつかの部隊は戦闘訓練すら未了であった。
海上輸送中の損害は少なかったが、2月5日到着の最後の船団で客船「エンプレス・オブ・エイジア」が日本陸軍機による攻撃を受けて撃沈され、搭載物資を全損していた。
パーシヴァルはG.ベネット少将指揮下の第8オーストラリア師団から抽出した2個旅団に西地区防衛の任務を与えた。この地域には主要な侵攻が行われたシンガポール島の北西部が含まれていた。この地域の主な地形は川や小川で区切られたマングローブが生い茂る湿地やジャングルであった。戦闘経験のない第22旅団は西側の約16kmの区域を担当し、第27旅団（マレー半島での後退戦でほぼ1個大隊の損害を受けていた）が北側の約3.6kmの区域を守った。到着したばかりのオーストラリア第2/4機関銃連隊が歩兵の支援にあたった。また、第44インド旅団がベネット少将の指揮下におかれた。
サー・ルイス・ハート中将指揮下の第3インド軍団は、第11インド師団（師団長B.W.ケイ少将）、第18師団、第15インド歩兵旅団からなり、北地区の防衛を担当した。市街地の主要部を含む南東部のシンガポール要塞はF.K.シモンズ少将が指揮した。シモンズ少将の指揮下には、書類上では18個大隊があり、その中には第1マレー歩兵旅団、海峡植民地義勇兵旅団、第12インド歩兵旅団が含まれていた。
なお、シンガポールには名高い大口径要塞砲として3門の15インチ砲をもつ1個砲兵中隊と15インチ砲2門をもつ別の1個中隊が含まれていた。これらの要塞砲は東方海上からの攻撃に備えて配置されていたため、一部は全周旋回できない設計であった。そのため、日本軍の侵攻ルートであるマレー半島側を砲撃できないものがあり、海を向いて配備された要塞砲は日本軍による再利用を防ぐためにあらかじめ解体処分された。要塞砲には主に対艦砲撃用の徹甲弾が配備され、対人殺傷効率の高い榴弾が配備されていなかったため、陸上部隊に対する砲撃の効果は少なかった。

### イギリス空軍
イギリス空軍には主力戦闘機のホーカー ハリケーンや、アメリカから提供を受けたブルースター・F2Aバッファローなどの戦闘機と、ブリストル ブレニム爆撃機などがセレター基地などに展開していた。
しかしバトル・オブ・ブリテンで消耗し、さらにヨーロッパで続くドイツ軍との戦いに最新鋭機がまわされていたことから、ハリケーン以外の航空機はみな戦闘力に欠けるものばかりであった。

### 開戦直後の航空戦
日本の陸海軍航空隊は開戦当日の12月8日よりシンガポールへ爆撃、マレー半島のイギリス軍空軍拠点などへの攻撃を開始。イギリス側はオランダ領東インドから空軍の派遣を受けて抵抗したが、12月中には制空権を失った。

### 日本陸軍

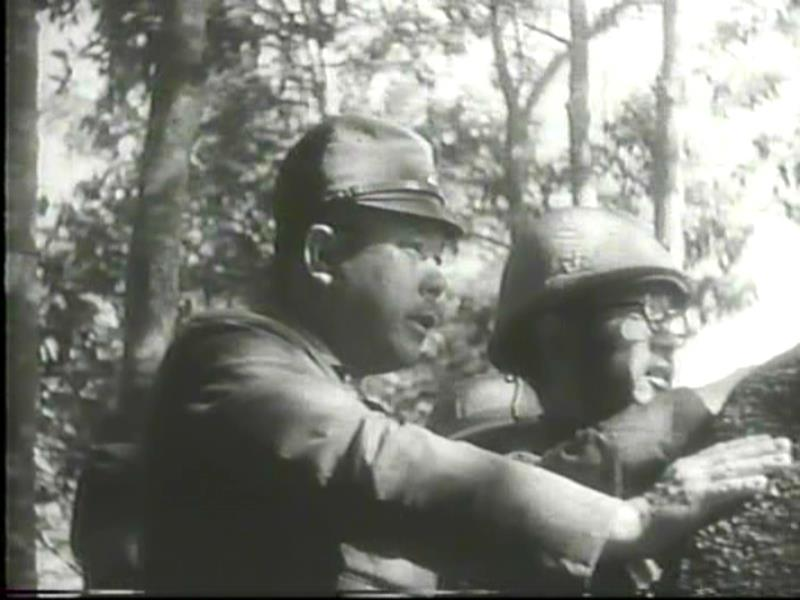
視察する日本軍の山下中将。

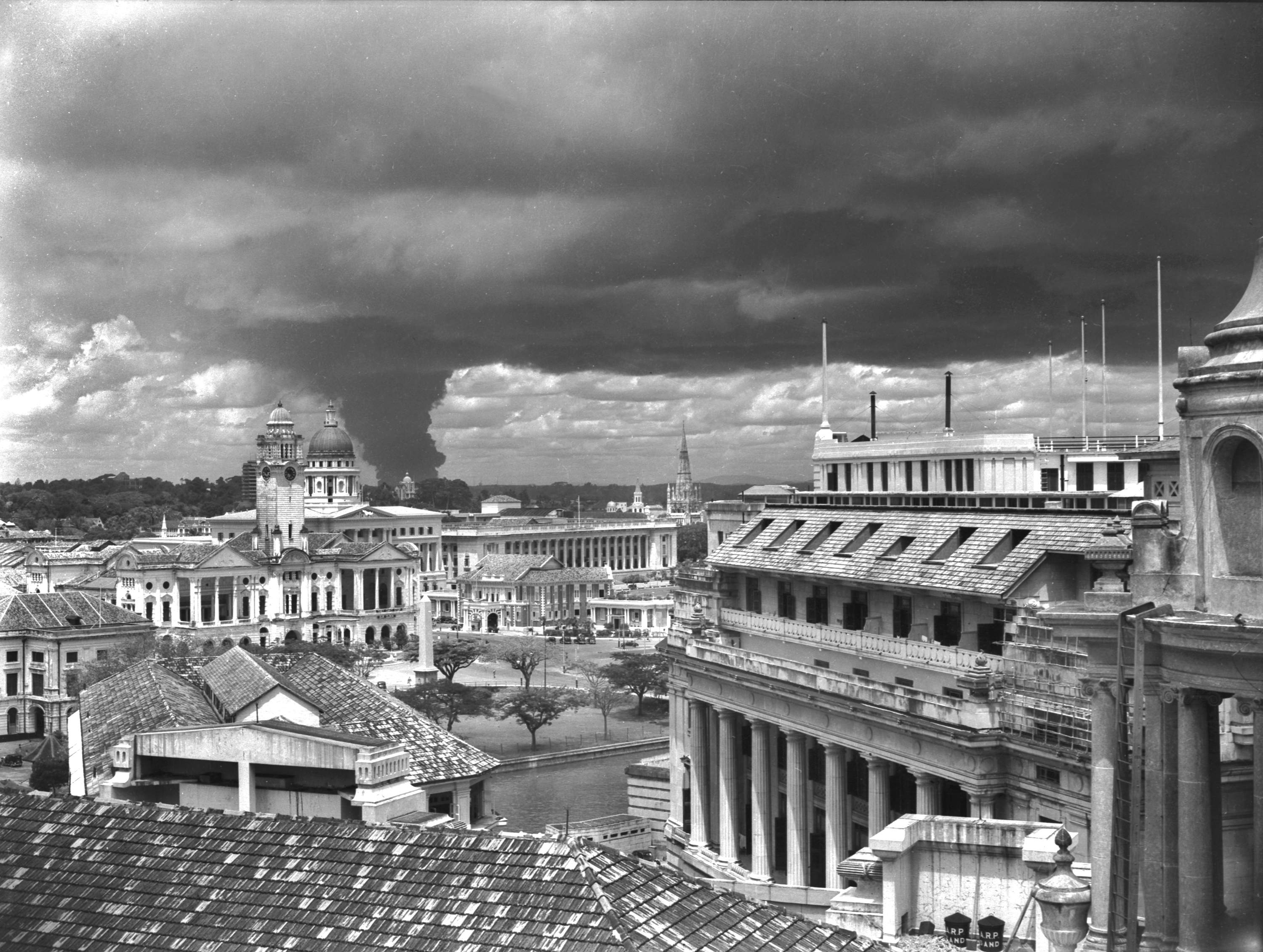
炎上するイギリス軍の石油タンク

大日本帝国陸軍の第25軍司令官の山下奉文中将の指揮下には、近衛師団（師団長・西村琢磨中将）、第5師団（師団長・松井太久郎中将）、第18師団（師団長・牟田口廉也中将）の3個師団からなる3万強の戦闘部隊があった。戦闘員の数では連合国軍に比べ劣っていたが、その練度と経験、装備の性能でははるかに勝っていた。
近衛師団には九五式軽戦車からなる戦車旅団が配属されていた。また、最新鋭の一式戦闘機を擁した第59戦隊と第64戦隊がこれらを空中から援護した。

### 日本軍による準備砲撃
1月31日にイギリス軍の最後の連合軍部隊がマレー半島から撤退し、工兵隊がジョホール・バルとシンガポールを結ぶジョホール・シンガポール・コーズウェイを爆破して約20mの穴をあけた。しかしこの直後には、日本軍の襲撃部隊や浸透部隊がゴムボートを用いてジョホール海峡を渡り始めていた。
また山下中将とその参謀たちは、これまでに行われた一〇〇式司令部偵察機などによる高高度航空偵察と地上偵察、侵入偵察、さらに海峡近くの制瞰高地（たとえばジョホール・スルタンの宮殿）を占領したことなどから、連合軍の配置に関する情報は十分に得ていた。
これを受けて2月3日に日本軍によるイギリス軍の拠点などに対する準備砲撃が始まった。これに対してイギリス空軍が10機のホーカー ハリケーン戦闘機を増派したが、空中戦で撃墜されるなど、この後5日間日本軍の爆撃が強化されることを阻止することはできなかった。
日本軍による砲爆撃の激しさは、第一次世界大戦での恐ろしい砲撃に比較されたほどであった。この準備攻撃によって連合軍部隊と上級司令部との連絡が混乱した上に、石油タンクが破壊され大切な備蓄石油が燃えてしまった。また防衛準備の行動も影響を受けたものの、連合軍には爆撃機戦力が殆どなく砲兵戦力も不足していたため、この日本軍の攻撃に反撃することはできなかった。

## 戦闘経過

### 日本軍の侵攻

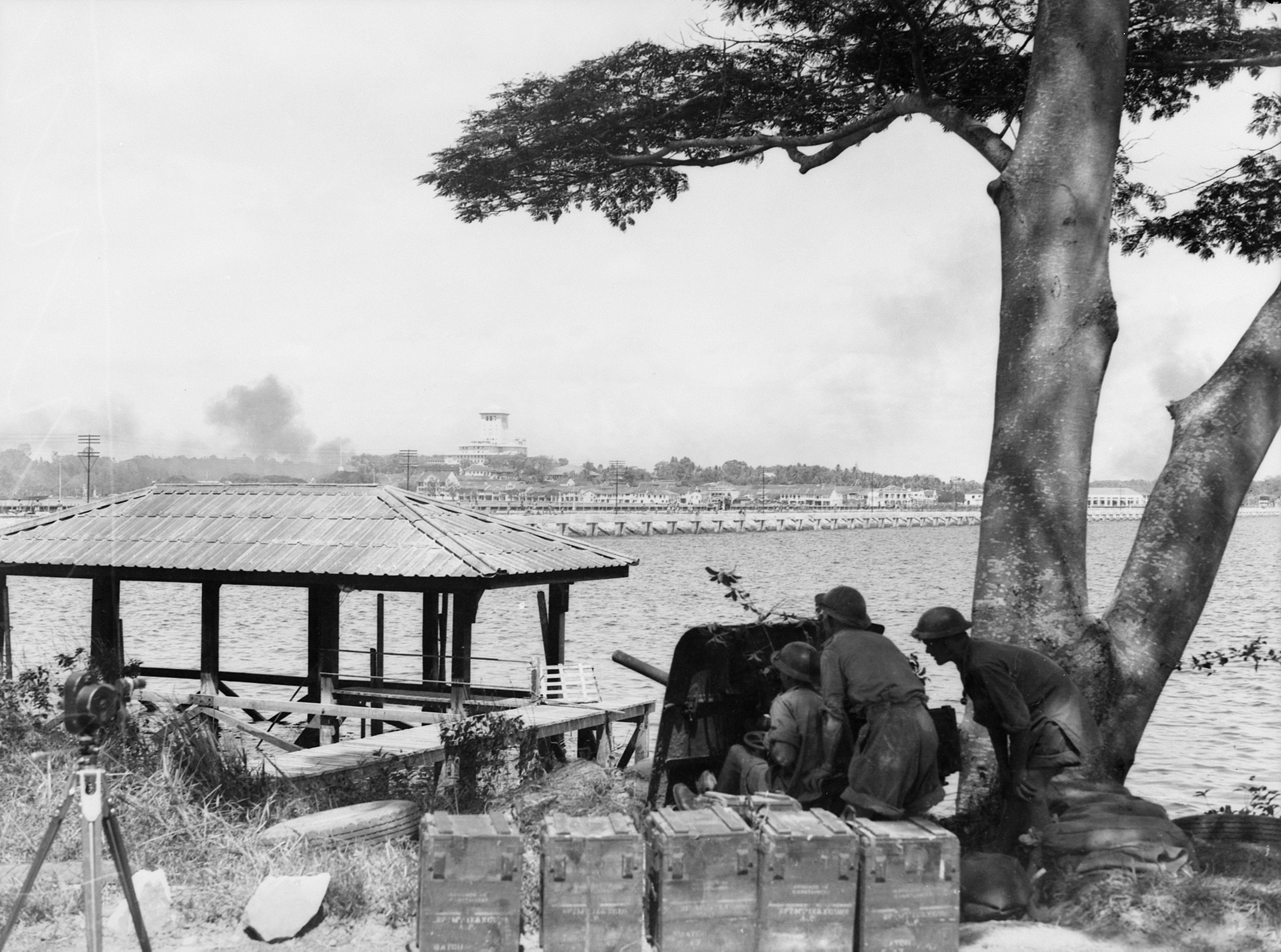
ジョホールで戦うオーストラリア軍。

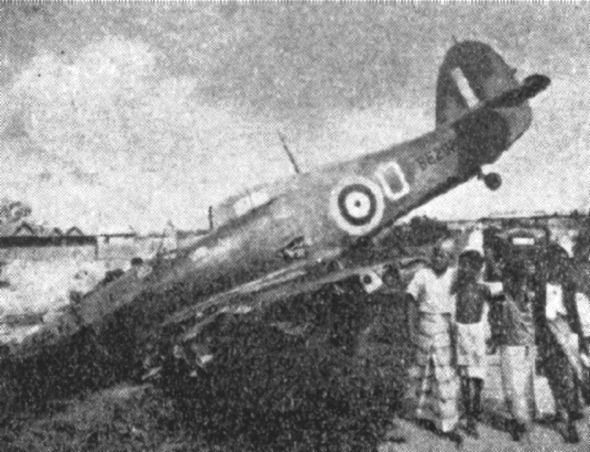
日本軍に撃墜されたイギリス空軍のホーカー ハリケーン。

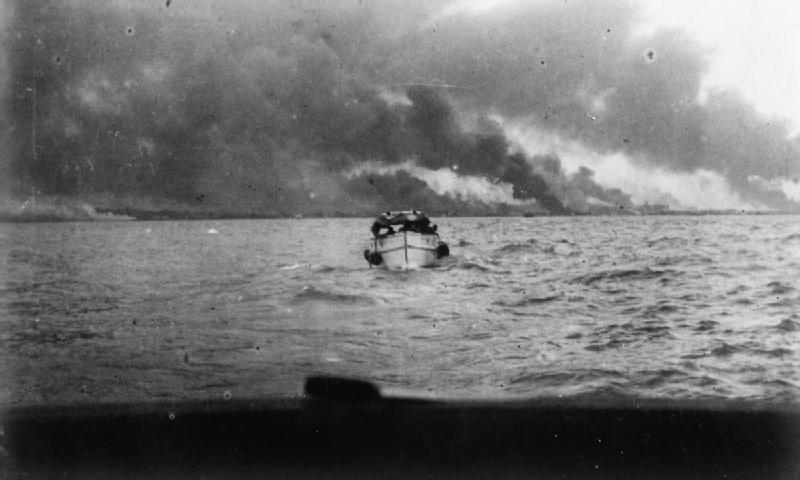
重油を燃やすイギリス軍。

海側からではなく、マレー半島側からの攻撃を中心に展開しようとしていた日本軍の攻撃のスピードを抑えるべく、1月31日に連合国軍はマレー半島とシンガポールをつないでいたジョホール・シンガポール・コーズウェイの爆破を行った。これによって日本軍の攻撃は1週間遅れることになったが、侵攻が不可能になったわけでなく単に連合国軍が時間を稼いだだけに過ぎなかった。
イギリス軍により戦前に構築されたトーチカや鉄条網、対戦車障害物なども東海岸を中心に配置されていたため、マレー半島側からの侵攻には無防備だった。ウェーベル大将は日本軍侵攻の数週間前から、マレー半島に面した島の北側・西側の防備強化を指示していたが、日本軍機の空襲により民間労働者の規律が乱れたことによる労働力不足や、配備する兵力不足のため、防備強化は進まなかった。
2月8日午後8時30分、オーストラリア機関銃兵が第5、第18師団のシンガポール侵攻第1波4000名の将兵を搭載した舟艇に砲火を開いた。激しい戦闘が終日続いたが、次第に日本軍兵力の増加が、砲兵、航空戦力、情報での優越と相まって、物を言い始めた。北西部では、日本軍が薄く広がった連合軍の防衛線のそこかしこに、まるでそのあたりのあちらこちらにある小川のように小さな裂け目をうがち始めた。
真夜中までに、オーストラリア軍の2個旅団は互いに連絡することが出来なくなり、第22旅団は後退を強いられた。翌日の午前1時には日本軍の増援が北西地区に上陸し、オーストラリア軍は最後の予備隊を戦闘に投入した。

### 連合国軍の抵抗
2月9日の夜明けまでに第22旅団の一部は蹂躙され、あるいは孤立したり降伏したりしていた。オーストラリア軍第2／18大隊は兵力の50%以上の損害を受けていた。パーシヴァル中将は北東地区で第2次上陸が行われるであろうと考え、苦戦している第22旅団を増援しなかった。日本軍の上陸作戦の重点は第44旅団が守る南西地区に移った。この日の残りには、西地区の連合軍部隊はさらに東への後退を強いられた。ベネット少将は第二次防衛線の構築を決意した。
北地区の第27旅団は2月9日午後10時の近衛師団の上陸まで戦闘にさらされていなかった。この上陸作戦は日本軍に不利なものとなった。日本軍はオーストラリア軍の迫撃砲と機関銃の射撃によってかなりの損害を受け、海水に流出させた重油への放火による「重油戦術」による損害のほか、溺死者も発生した。少数の近衛兵たちが海岸に到達し、貧弱な海岸堡を確保した。
指揮通信上の問題と前線部隊へ適切に増援を送れなかったことから、連合軍の防衛線にはさらに穴が開いた。致命的な錯誤が生じて、防衛戦に成功していたにもかかわらず、第27旅団は北地区中央のクランジから撤退したため、連合軍は島の西部を通る重要なクランジ－ジュロン尾根の支配権を失った。

### 日本軍の突破

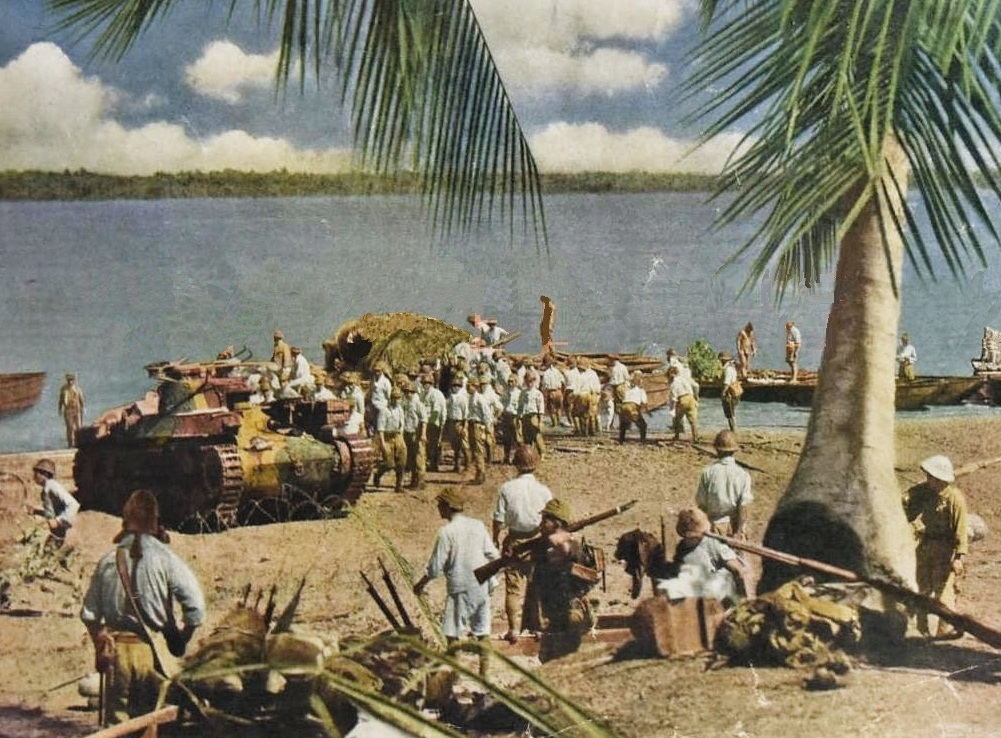
シンガポール沿岸部に展開する日本軍の戦車隊。

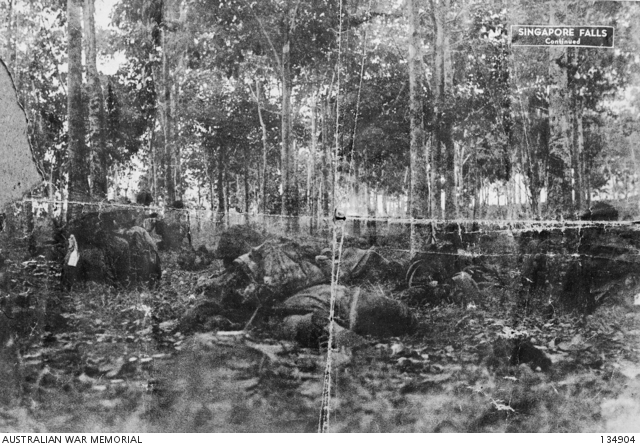
ブキッ・ティマで戦う日本軍。

クランジを占領したことで、近衛師団は戦車の揚陸と第18英本国師団を迂回して急速に南方へ前進することが可能となった。しかし日本軍戦車部隊は、シンガポール市街の中心部へ進出するチャンスをつかむことには失敗した。
2月11日、自軍の補給物資が危険なほど減少したことを知り、山下司令官はパーシヴァル中将に「無意味で絶望的な抵抗を中止するよう」呼びかけた。この時点で、日本軍の猛攻に耐えてきた第22旅団の戦力は数百名に低下しており、事実上全滅状態であった。日本軍はブキッ・ティマ地区を、連合軍の弾薬と燃料の貯蔵のほとんどとともに占領しており、またこの地区を占領したことで主要な水の供給源の支配権も得ていた。
翌日には連合軍は、島の南東部の狭い地域に防衛線を構築し、日本軍の総攻撃を撃退することが出来た。第1マレー歩兵旅団を含む他の部隊もすでに戦闘に参加していた。パシー・パンジャンの戦闘では、マレー人連隊はシンガポール人将校のアドナン・ビン・サイディ少尉の指揮下で激しい白兵戦を激しい損害にたえて戦い抜き、ラーラドーとケント・リッジを通過して前進しようとする日本軍を2日間食い止めた。
しかし、2月13日には連合軍はさらに地歩を失い、イギリス本土の上級司令部はパーシヴァルに非戦闘員の被害を最小限度に食い止めるため降伏するよう指示した。パーシヴァルは最初この指示に抵抗したが、結局上官の権威に屈した。
翌日も、残存する連合軍部隊は戦闘を続け、非戦闘員の被害は100万もの市民が避難していた連合軍が確保する地域が砲爆撃にさらされているため増加し続けた。市の幹部たちはまもなく水の供給が絶たれるのではないかと惧れ始めていた。2月15日の朝、日本軍は連合軍の最終防衛線を突破した。

### 降伏

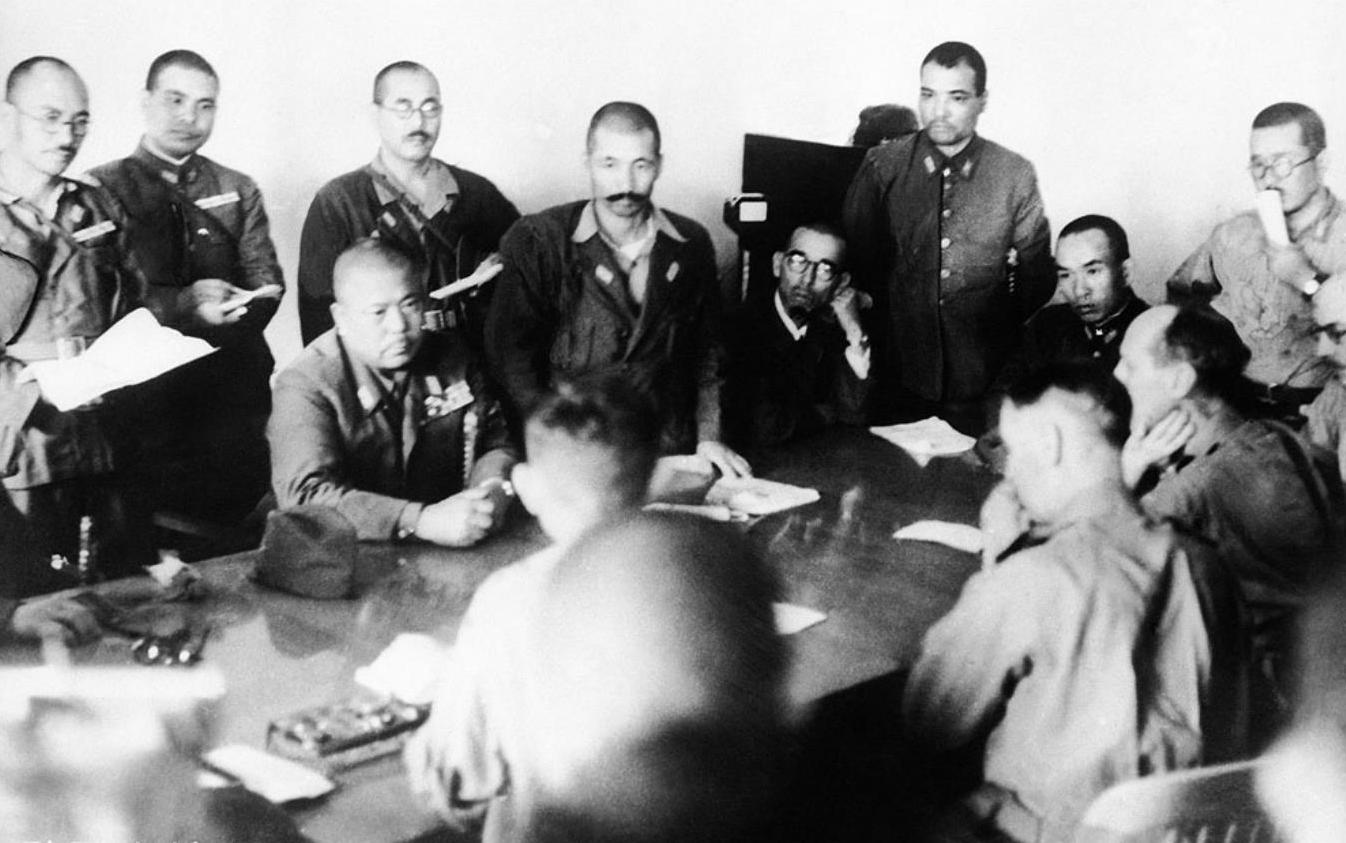
山下・パーシバル両司令官会見。
日本軍側:前列左から
山下奉文中将、杉田一次中佐、馬奈木敬信大佐、藤原岩市少佐、岡村誠之中佐。後列左から三番目、山津兵武之輔大佐

イギリス連邦軍とアメリカ軍による連合軍の食料と何種類かの弾薬は、既に底をつき始めていた。降伏を決意したパーシヴァルは、指揮下部隊の司令官たちと協議したあとに日本軍と連絡を取り、フォードの自動車組立工場において、両軍の最高司令官による降伏交渉を行う約束を取り付けた。
フォードの自動車組立工場に向かったパーシヴァルらイギリス軍の一行は日本軍の山下中将らとの降伏交渉に臨み、午後5時15分を少しすぎたころに正式に降伏した。
このとき、山下が返答を渋るパーシヴァルに「イエスかノーか」と迫ったというエピソードは有名になった。山下は日露戦争時の乃木希典将軍の水師営の会見に倣い、敵将の尊厳を守った会見にしたいと考えていたが、パーシヴァルが降伏条件について長々と話した上に、降伏するという言葉をなかなか発しないために出た言葉と言われている。しかし、山下はこれを否定している。
太平洋戦争（大東亜戦争）降伏の際、山下がアメリカ軍により戦犯として絞首刑に処せられる際、アメリカ軍は大戦中日本軍の捕虜となっていたパーシヴァルを呼び寄せて死刑執行に立ち合わせている。

## 日本軍による占領

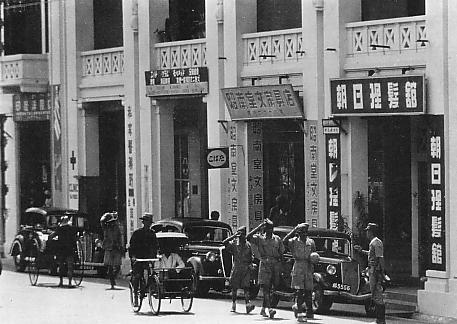
占領下のシンガポール市街。

間もなく日本軍によるシンガポール統治が始まった。その後シンガポールが戦禍に巻き込まれることもなかったため、軍政は大きな支障もなく進められ、官民を問わず多くの日本人がシンガポールに渡った。
日本軍占領下のシンガポールは「昭南島」と改名され、日本人向けの食堂や料亭などの娯楽施設も作られたほか、ラッフルズ・ホテルなどが接収され、昭南神社と忠魂碑を建立した。さらに、インド独立運動家と降伏したイギリス軍のインド人兵士から希望者を募り「インド国民軍」を組織した。
昭南島には、日本海軍の潜水艦がドイツ海軍とイタリア海軍との共同潜水艦作戦を行うための基地も設けられたほか、ドイツ海軍はインド洋で活動する海上封鎖突破船（柳船）を、イタリア海軍は昭南島に潜水艦基地を設けるために工作船と海防艦を送り込んだ。基地は1945年8月まで使用された。

## 記念イベント等

### 陥落記念切手

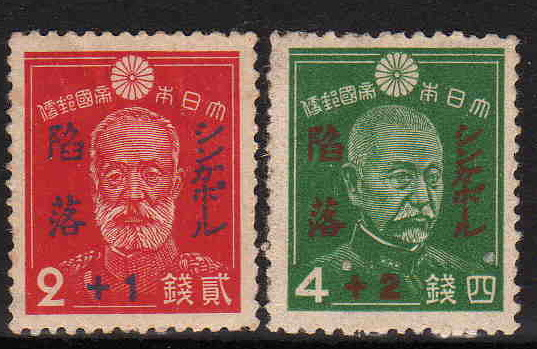
シンガポール陥落記念切手（1942年発行）。

早期のシンガポール陥落を予想していた日本の逓信省は、当時の2銭と4銭の普通切手（乃木希典と東郷平八郎）に、「シンガポール陥落」の文字と軍事費募金のための額面（寄附金付切手）の版を加えた印刷（既存切手の版に文字の版を加えた添刷で、印刷済みの切手に施すいわゆる加刷ではない）をした記念切手を、陥落直後の2月16日に発行した。
この切手は、2月11日の紀元節に作戦が成功することを前提に製造から郵便局への発送まで既に完了していたという。また、同年3月1日には同盟国の満州国は普通切手に加刷した記念切手を発行している。

### 戦勝記念式典
1942年2月18日に、シンガポール陥落とそれに先立つマレー作戦や真珠湾攻撃の成功を祝う「大東亜戦争戦捷第1次祝賀国民大会」が、東条英機元首相出席のもとで日比谷公園で開催された。

## 影響

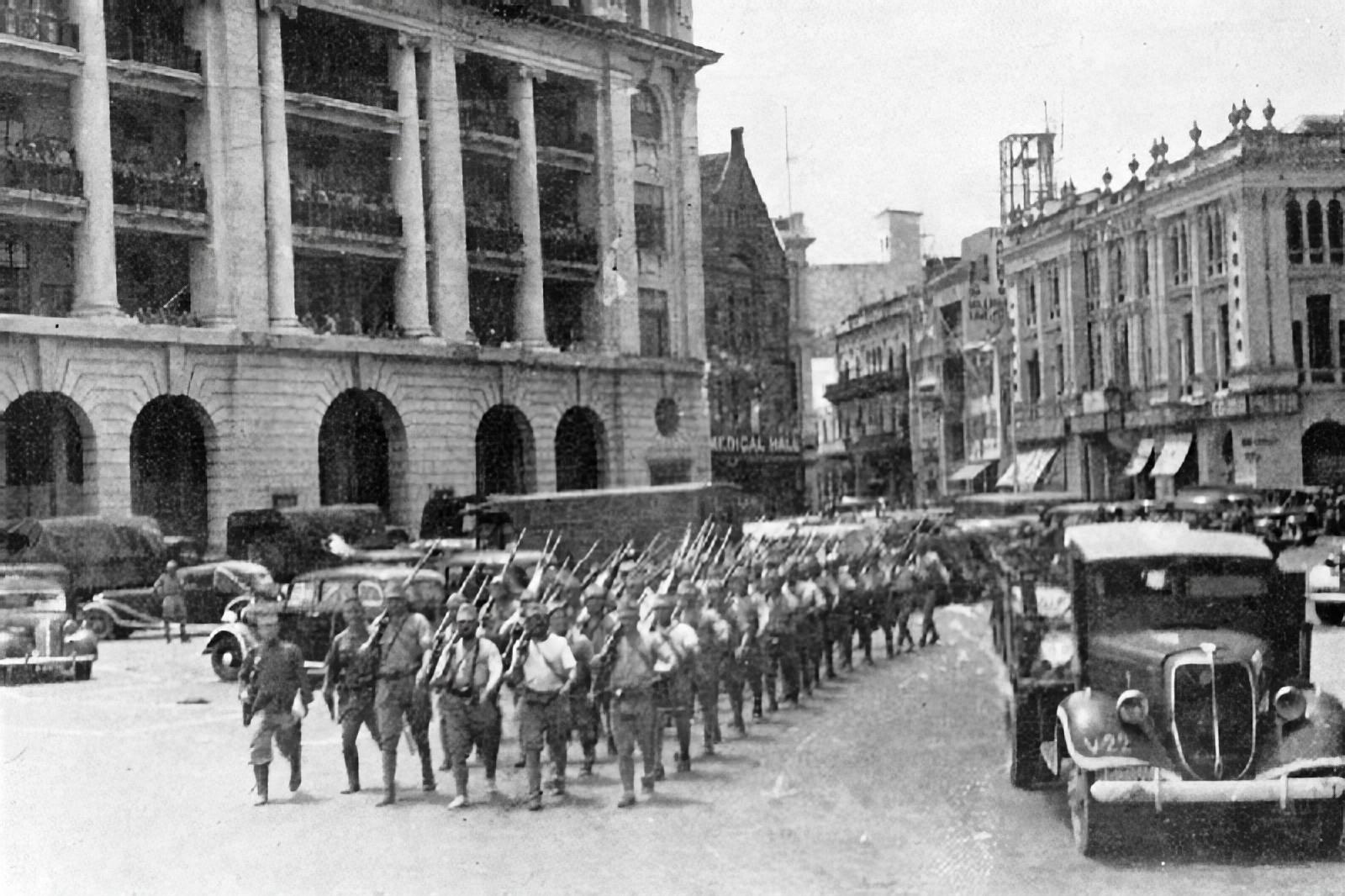
シンガポール市街を行進する日本軍

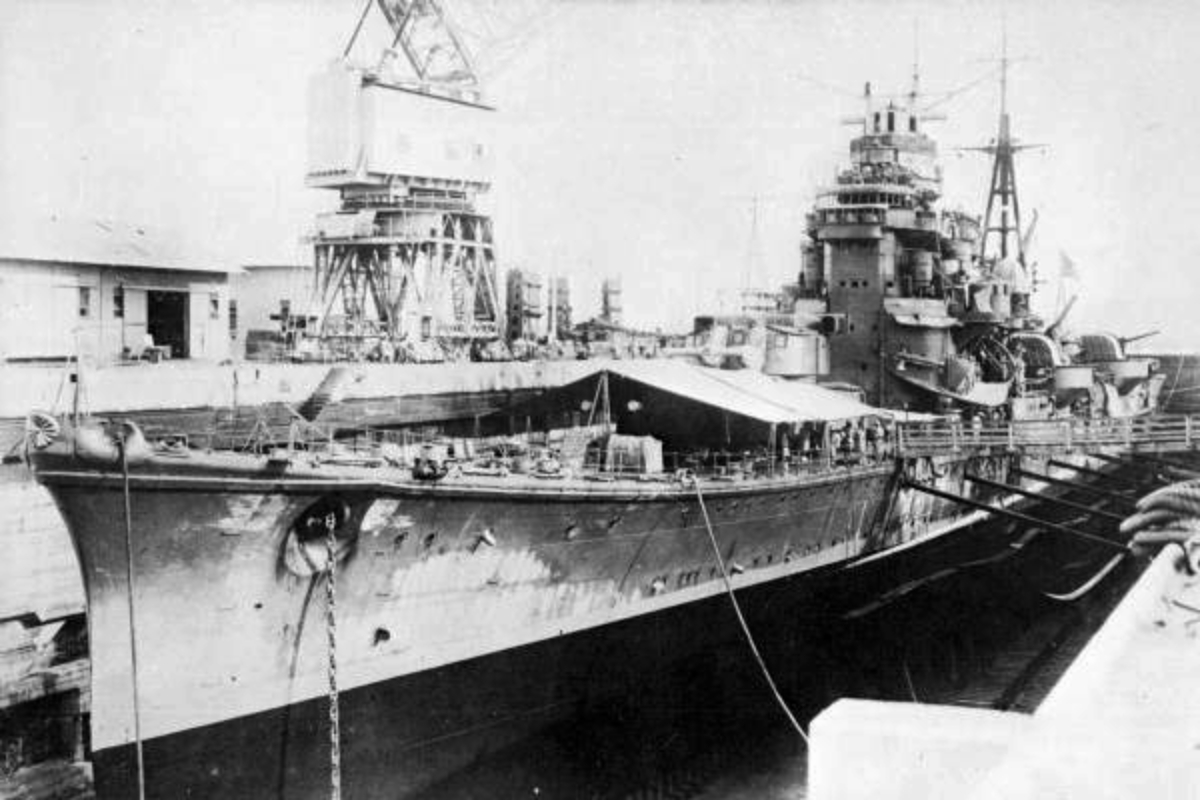
セレター軍港のドックに収まる日本海軍の重巡洋艦「足柄」

イギリス陸軍は敗北し、シンガポールが陥落したため約8万人のイギリス軍将兵やイギリス領インド軍兵士、オーストラリア軍将兵が日本軍の捕虜となり、これまでにマレー半島の戦争で投降した5万人に加わった。さらにセレター軍港や空軍基地をはじめとするイギリス軍の施設はほぼそのまま日本軍に接収され、インド洋やオーストラリア方面に展開する日本軍に活用されることになった。
「シンガポールは難攻不落」と豪語していたチャーチルは、先の2隻の戦艦の撃沈に続き、シンガポール陥落とそれに伴う多くの戦死者、捕虜を出したことで国会において野党の労働党からの厳しい追及を受け、一時は心労のあまり首相辞任を考えるほどであった。
その後もイギリス軍やアメリカ軍、オランダ軍を中心とした連合国軍は日本軍に対して敗北を続け、マレー半島に拠点を置いた日本海軍とのセイロン沖海戦で大敗を喫したことでインド洋の制海権を握られ、イギリスやインドとオーストラリア間の軍事物資の運搬ができなくなるのみならず、日本軍のアフリカ大陸沿岸への進出を許すことになった（マダガスカルの戦い）。
植民地大国だったイギリスにとってシンガポールはインド洋と太平洋、オーストラリアを結ぶチョークポイントであり、「東洋のジブラルタル」とも呼ばれた。それゆえ、シンガポールの陥落と2隻のイギリス海軍の有力戦艦が日本軍に撃沈された事実はイギリスには大きな痛手であり、植民地大国のひとつの転換点であった。
その後シンガポールは、日本の占領を経て、第二次世界大戦後に再びイギリスの統治となったものの、そのときはすでに、アジアの独立運動の進展と植民地主義の後退の時代となっていた。国力が衰えていたイギリスは植民地支配の政策を変更し、シンガポールは1959年にイギリスの自治領となり、その後は独立への道を進む。
イギリスから独立したばかりの隣国アイルランドでは長年にわたる支配への恨みから反英感情が強く、特に独立運動を弾圧してきたパーシヴァルが降伏したことで元アイルランド共和軍（IRA）幹部らがダブリン駐在の別府節弥領事を囲んで祝賀会を開いたという。

## シンガポールの戦いを扱った映画
- 『シンガポール總攻撃』島耕二監督、大映、1943年
- 『大日本帝国』「シンガポールへの道」舛田利雄監督、東映、1982年